# Mercedes-Benz Werk Bremen

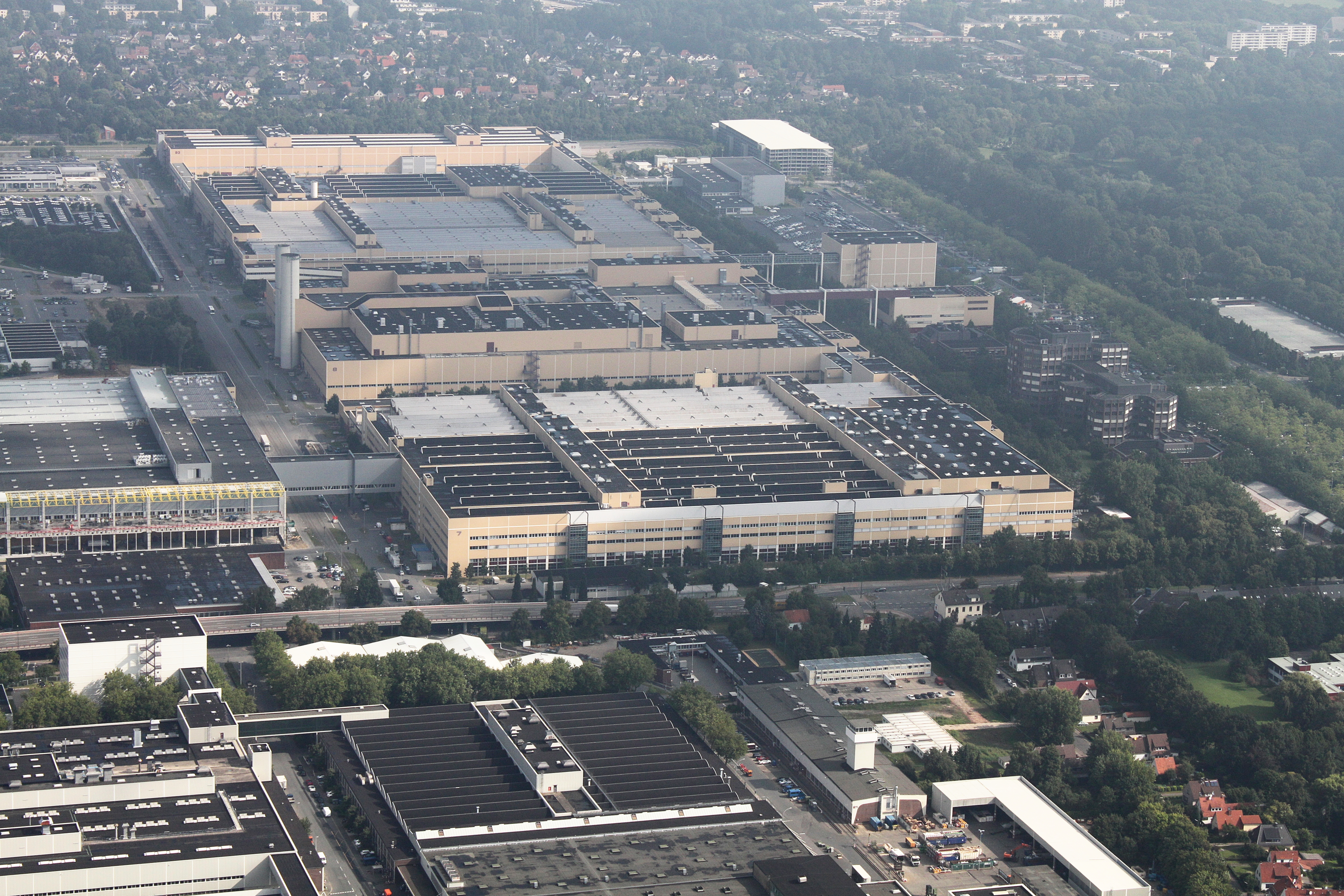
Sicht auf das Werk Bremen (2012). Im vorderen Drittel ein Teil der Fläche des alten Borgward-Werkes von 1938, dahinter die Erweiterungsbauten von 1983. Dazwischen quer die Sebaldsbrücker Heerstraße.

Das Mercedes-Benz Werk Bremen ist das Stammwerk der C-Klasse mit Sitz in Bremen-Hemelingen, Ortsteil Sebaldsbrück.
Es ist aktuell nach Stückzahlen das größte PKW-Produktionswerk der Mercedes-Benz AG. Das Werk ist der größte private Arbeitgeber der Hansestadt.

## Geschichte (1938 bis 1993)
Die Fertigung von Automobilen an diesem Standort begann 1938. Die Firma Borgward hatte ein neues Stammwerk errichtet, weil es am alten Standort in Bremen-Hastedt keine Erweiterungsflächen mehr gab. Nach dem Konkurs 1961 übernahm Hanomag das Werk für den Bau von leichten Lkw und Baumaschinen, durch Fusion entstand 1969 Hanomag-Henschel, zunächst nur unter Beteiligung von Daimler-Benz. 1978 wurde die LKW-Sparte ganz übernommen, so dass das Werk seitdem zum Daimler-Benz-Konzern gehört. Im Werk wurde ab 1969 der Harburger Transporter gebaut, dann dessen Nachfolger Mercedes-Benz T 1 und später das T-Modell des W 123.
Das Mercedes-Benz Werk Bremen wurde um 1980 stark erweitert. Zuvor nur südlich der Sebaldsbrücker Heerstraße gelegen, erstreckt es sich seitdem auch über Flächen weiter nördlich. Dazu war es unter anderem nötig, einen erst wenige Jahre zuvor dorthin verlegten Kleingartenverein erneut umzusiedeln. Der Daimler-Konzern stellte der Region 8.000 neue Arbeitsplätze in Aussicht und der Bremer Senat vermittelte in dem Konflikt, so dass es schlussendlich zum Bau dieses gigantischen Werks kam. 
Die Erweiterung erfolgte für die neue Baureihe W 201. Da die Bauarbeiten des Werks länger andauerten als geplant und schnellstmöglich in Serie produziert werden sollte, wurde die Produktion zunächst 1982 im Werk Sindelfingen begonnen, Bremen zog nach kurzer Zeit nach. Eigentlich sollte das Werk Bremen die Produktion dann komplett übernehmen. Aufgrund unerwartet hoher Verkaufszahlen reichten die Kapazitäten in Bremen jedoch nicht aus, so dass erstmals in der Geschichte von Daimler-Benz ein Modell an zwei Standorten gleichzeitig produziert wurde. Der letzte Mercedes-Benz W 201 wurde im August 1993 im Werk in Bremen gebaut, Sindelfingen hatte bereits einige Monate zuvor die Produktion eingestellt. Insgesamt wurden ca. 1,9 Millionen Exemplare gebaut, davon 58 % in Bremen.

## Produktion nach 2010
| Jahr | Fahrzeuge |
| ---- | --------- |
| 2011 | 313.026   |
| 2012 | 316.621   |
| 2013 | 297.406   |
| 2014 | 338.495   |
| 2015 | 324.131   |

Aktuelle Zahlen (Stand: 31. Dezember 2017):
- Personalstand am Standort: > 12.500
- Produktionsfläche: 584.500 m²
- Fabrikgelände: 1.390.000 m²

Zurzeit werden in Bremen folgende Modelle gefertigt:
- EQE
- SL
- GT
- C-Klasse Limousine
- C-Klasse T-Modell
- GLC
- GLC Coupé
- CLE

Aufgrund seiner Nähe zu den deutschen Seehäfen, vor allem dem PKW-Hauptumschlagplatz Bremerhaven, produziert das Werk Bremen insbesondere auch für den Export nach Übersee.

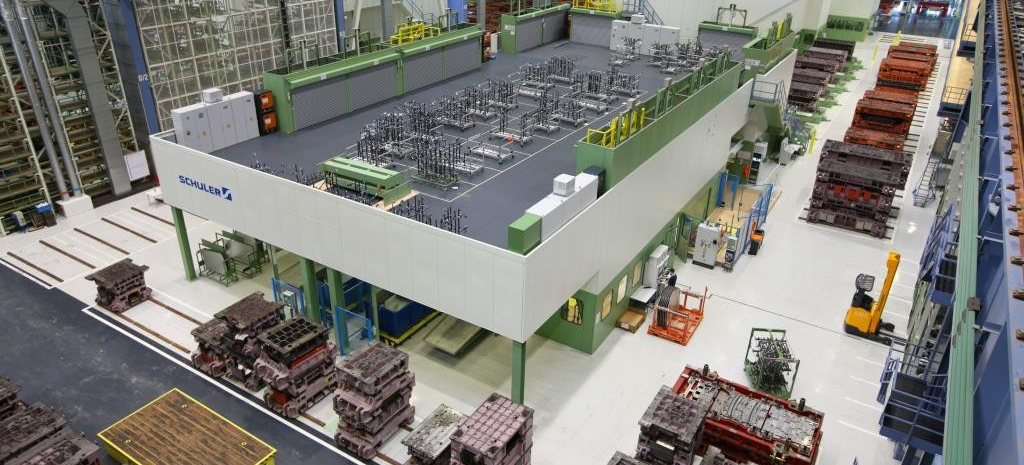

## Presswerk Bremen

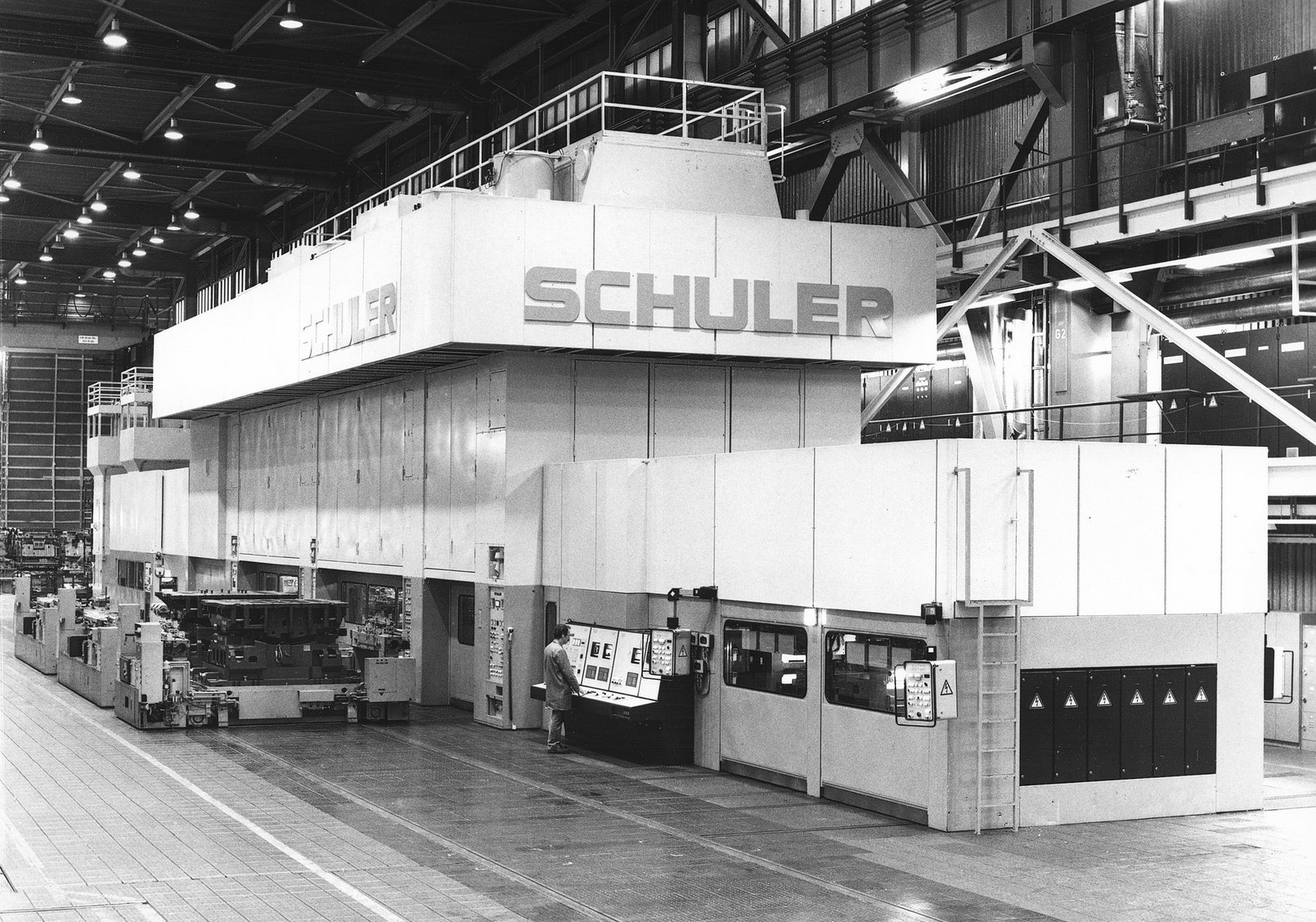

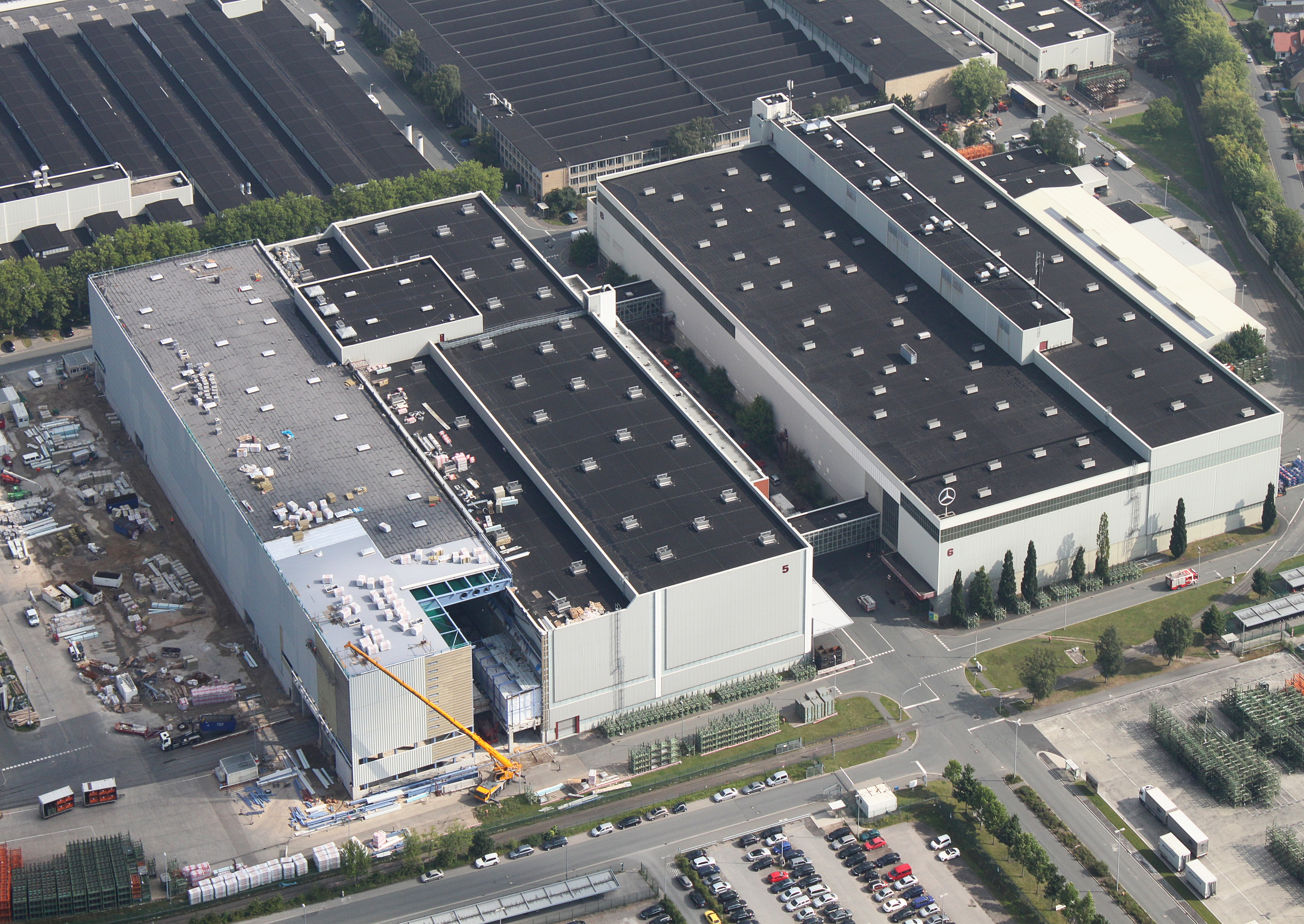
Draufsicht Presswerk Bremen

Das Mercedes-Benz Presswerk Bremen ist eines der größten Presswerke der Mercedes-Benz AG und produziert auch Pressteile für andere Werke wie Rastatt oder Untertürkheim. Mit über 1000 Beschäftigten (Stand 2023) beschäftigt das Presswerk einen großen Teil der über 12.500 Beschäftigten am Standort Bremen. Das interne Kürzel für den Bereich Presswerk Bremen ist MO/BTN und steht für BodyTecNord, unter diesem Kürzel steht auch der Werkzeugbau, sowie die Komponentenfertigung und die Unterkomponentenfertigung im Außenbereich Funkschneise. Die Geschichte des Presswerks reicht bis in die Zeit von Borgward zurück. Zunächst wurden nur in Halle 4 Pressteile tiefgezogen, diese besteht bis heute und steht unter Industriedenkmalschutz. Später wurde die Produktion auch auf die Halle 5 ausgeweitet. 1971 wurden in das Werk Bremen über 75 Millionen DM investiert. Davon wurden 50 Millionen in die Errichtung der neuen Halle 6 gesteckt. In der 151 × 54 m großen zweischiffigen Großindustriehalle (Später durch die Erweiterung dreischiffig) mit zwei Produktionsebenen wurden 4 Pressstraßen mit insgesamt 14 Pressen in der Erstausstattung errichtet. In diesem Zuge entstand in der Halle 6 auch die brandneue Straße 5 vom Hersteller SMG (später ersetzt durch die Transferpresse 51). Insgesamt wurden in der Halle 6 zu dem Zeitpunkt in drei Schichten über 30.000 t Blech pro Jahr verarbeitet. Das Blech lieferte zunächst die Klöckner Hütte in Bremen. Ärger gab es schon nach kurzer Zeit mit benachbarten Anwohnern wegen des Lärms und den Erschütterungen durch das Presswerk. Das Gewerbeaufsichtsamt verbot das Pressen von 22 bis 6 Uhr. Hanomag-Henschel reagierte und stellte die Großpressen mit hohem Aufwand auf Federelemente und begann gleichzeitig die Immobilien an den benachbarten Straßen aufzukaufen. 1997 beschloss man eine Investition in das Werk Bremen von rund 2,5 Mrd. DM. Ein großer Teil des Geldes wurde in die Erweiterung der Halle 5 zur weiteren Ergänzung der Halle 6 gesteckt. Noch zu Borgward-Zeiten hatte die alte Halle 5 hauptsächlich den eigenen Werkzeugbau beherbergt. Aufgrund der Umnutzung und des Umbaus der Halle 5 musste dieser in die neue Halle 66 umziehen. Diese befand sich auf dem Gelände des alten DB-Ausbesserungswerks. Ab Sommer 2001 nahm die Halle 5 die Produktion auf.

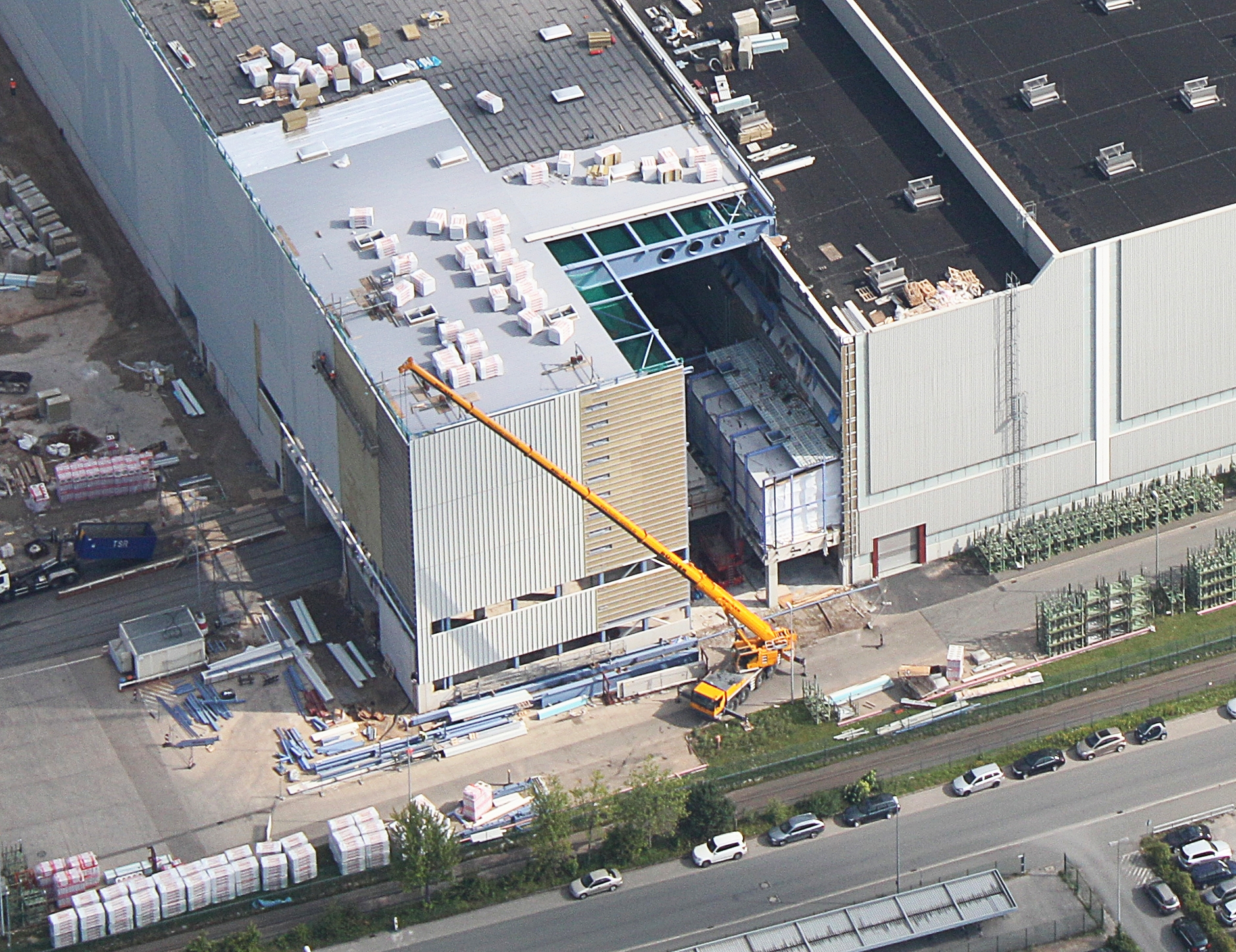
Anbau an Halle 5

Die alte Halle 5 von 1959 musste um die Hälfte verkleinert werden (2012 komplett abgerissen), um Platz zu schaffen. Im Juni 2001 kam die neue Saugertransferpresse mit der Kennung 041 zum Einsatz. Mit dieser neuen Presse war es möglich, komplette Seitenwände und Doppelteile (Türen, Böden …) zu pressen. Die Verarbeitungskapazität vervierfachte sich mit dieser Erweiterung. Auch eine neue Coilanlage der Firma Schuler wurde errichtet. Um die extrem kapitalintensiven Anlagen bestmöglich auszunutzen, arbeitete man nicht nur in drei Schichten, sondern zusätzlich noch mit einer extra Wochenendschicht. Die Wochenendschicht und große Teile der Nachtschicht wurden 2020 aufgelöst, was zu einem größeren Aufruhr der Presswerkbelegschaft führte. Für neu anlaufende Modelle wurden viele Pressteile von externen Presswerken produziert und die eigenen Presswerke produzieren seither nahezu nur noch Beplankungsteile, bzw. Außenteile, bei denen die Qualität makellos sein muss. Viele Mitarbeiter, die jahrzehntelang für das Presswerk gearbeitet hatten, wurden in andere Fertigungsbereiche versetzt. Dadurch, dass das Presswerk jahrelang einen Übergangsbereich des Werks darstellte, wurden nur wenige neue und junge Mitarbeiter in den Bereich eingegliedert, entsprechend hoch ist der Altersdurchschnitt im MO/BTN. Ab 2017 wurde die Halle 5 um zwei neue Pressen erweitert, darunter auch um die zu dem Zeitpunkt modernste SDT-Presse von Hersteller Schuler. Außerdem wurde eine neue Coil-Anlage vom Hersteller Fagor errichtet. Die Schrottabfuhr erfolgt hier, wie in großen Presswerken üblich, nach unten in das EG und landet direkt in der Schrottpresse. Außerdem wurde zur Lagerung von fertigen Pressteilen die Halle 50 gebaut. Aufgrund dieser Erweiterung wurde die Pressstraße 7 und die Coilanlage 80 außer Betrieb genommen und abgebaut, der entstandene Platz dient als Werkzeuglager. Da das Abstapeln der Pressteile vollautomatisch erfolgt, konnten an dieser Stelle einige Arbeitsplätze eingespart werden. Auch die Straße 81 dient seitdem nur noch als Ausweichpresse für die Schwesterpresse im Presswerk Sindelfingen. Derzeit arbeiten im Presswerk Bremen 18 Pressen, davon 6 Pressstraßen und vier reine Coilanlagen (Platinenschneidanlagen).